# French appétit
S.A.R.L French appétit (pronúncia em francês: [fʁɛnʃ‿apeti]), mais comumente conhecido como French appétit, é uma empresa privada de responsabilidade limitada com sede em Paris, França. A French appétit é uma varejista e atacadista internacional de alimentos e produtos de higiene de alta rotatividade. Além de sua sede em Paris, a empresa também opera nas cidades de Trappes e Châlons-en-Champagne, na França.
Foi fundada em 2023 em Paris por Rafik Zribi, comerciante francês, analista de dados e ex-aluno da IÉSEG School of Management.
Inicialmente, a empresa direcionou seus esforços para comercializar lancheiras francesas por meio de um modelo de negócios baseado em assinaturas, focando principalmente em atender clientes internacionais. Com o passar do tempo, eles ampliaram sua linha de produtos para incluir opções de venda no atacado.